# Fréville (Vosges)
Fréville és un municipi francès, situat al departament dels Vosges i a la regió del Gran Est. L'any 2007 tenia 135 habitants.

## Demografia

### Població
El 2007 la població de fet de Fréville era de 135 persones. Hi havia 56 famílies, de les quals 12 eren unipersonals (12 homes vivint sols), 24 parelles sense fills, 16 parelles amb fills i 4 famílies monoparentals amb fills.
La població ha evolucionat segons el següent gràfic:
Habitants censats

### Habitatges
El 2007 hi havia 60 habitatges, 56 eren l'habitatge principal de la família, 2 eren segones residències i 2 estaven desocupats. 56 eren cases i 4 eren apartaments. Dels 56 habitatges principals, 47 estaven ocupats pels seus propietaris, 7 estaven llogats i ocupats pels llogaters i 2 estaven cedits a títol gratuït; 1 tenia dues cambres, 1 en tenia tres, 13 en tenien quatre i 41 en tenien cinc o més. 42 habitatges disposaven pel capbaix d'una plaça de pàrquing. A 25 habitatges hi havia un automòbil i a 27 n'hi havia dos o més.

### Piràmide de població
La piràmide de població per edats i sexe el 2009 era:
| Homes | Edats   | Dones |
| ----- | ------- | ----- |
| 0     | 95 o +  | 0     |
| 0     | 90 a 94 | 0     |
| 4     | 85 a 89 | 0     |
| 0     | 80 a 84 | 0     |
| 0     | 75 a 79 | 8     |
| 0     | 70 a 74 | 0     |
| 8     | 65 a 69 | 0     |
| 8     | 60 a 64 | 8     |
| 4     | 55 a 59 | 4     |
| 4     | 50 a 54 | 4     |
| 4     | 45 a 49 | 8     |
| 4     | 40 a 44 | 4     |
| 8     | 35 a 39 | 0     |
| 4     | 30 a 34 | 12    |
| 0     | 25 a 29 | 0     |
| 8     | 20 a 24 | 8     |
| 0     | 15 a 19 | 4     |
| 4     | 10 a 14 | 4     |
| 4     | 5 a 9   | 4     |
| 0     | 0 a 4   | 0     |

## Economia
El 2007 la població en edat de treballar era de 80 persones, 55 eren actives i 25 eren inactives. De les 55 persones actives 50 estaven ocupades (28 homes i 22 dones) i 5 estaven aturades (1 home i 4 dones). De les 25 persones inactives 12 estaven jubilades, 9 estaven estudiant i 4 estaven classificades com a «altres inactius».

### Ingressos
El 2009 a Fréville hi havia 56 unitats fiscals que integraven 137,5 persones, la mediana anual d'ingressos fiscals per persona era de 16.225 €.

### Activitats econòmiques
Dels 3 establiments que hi havia el 2007, 1 era d'una empresa de fabricació d'altres productes industrials i 2 d'empreses de construcció.
Dels 2 establiments de servei als particulars que hi havia el 2009, 1 era un paleta i 1 electricista.
L'any 2000 a Fréville hi havia 6 explotacions agrícoles.

## Poblacions més properes
El següent diagrama mostra les poblacions més properes.